# Силен (історик)
Силен (*Σειληνός, III ст. до н. е. ) — давньогрецький історик часів Другої Пунічної війни.

## Біографія
Народився у Калакті, Сицилія. Про молоді роки нічого невідомо. Після приходу карфагенського військовика Ганнібала до південної Італії Силен приєднався до нього. У подальшому супроводжував Ганнібала під його походів. Ймовірно помер у Карфагені.
У доробку Силен є дві праці давньогрецькою мовою: Історія Сицилії, з якої збереглося 4 книги, а також опис сучасних Силенові події. Проте з неї збереглися окремі фрагменти, тому назва цього твору невідомо. Одні історики називають працю Силена «Історія пунічної війни» (або «Війна Карфагена з Римом»), інші — «Історія Ганнібала». Цей історичний твір вирізняється доволі суб'єктивними оцінками на користь карфагенян. Разом з тим був важливим джерелом щодо вчинків, роздумів та дій карфагенського очільника. Працею користувався ітсорик Луцій Целій Антипатр.